# Göta älv
Der Göta älv (dt.: Fluss der Gauten) ist ein schwedischer Fluss. Er verbindet den See Vänern, aus dem er bei Vänersborg austritt, mit dem Kattegat. Er teilt sich bei Kungälv (⊙) in zwei Arme, die nördlich und südlich der Insel Hisingen ins Kattegat fließen. Der nördliche Arm wird Nordre älv genannt. Der südliche fließt weiter nach Göteborg.
Der Göta älv, der 93 Kilometer lang ist, hat eine mittlere Wasserführung von 575 m³/s. Er bildet zusammen mit dem See Vänern und dessen Zufluss Klarälven ein System mit einer Länge von 720 Kilometern  und entwässert ein Gebiet von 50.180 km². Er ist damit der längste Fluss Schwedens.
Der Göta älv ist sowohl für die Binnenschifffahrt als auch für die Stromerzeugung von Bedeutung. An seinem Lauf liegen vier Laufkraftwerke. An ihnen führt der Trollhätte-Kanal vorbei, der die Schifffahrt zwischen Nordsee und Vänern ermöglicht.
Am Lauf des Göta älv liegen die Städte Vänersborg, Trollhättan, Lilla Edet, Kungälv und Göteborg.